# Claudi Mas
Claudi Mas va néixer al segle xvi. Metge.
Catedràtic d'Hipòcrates. Va ser nomenat rector de l'Estudi General de Barcelona, càrrec que va exercir entre l'1 d'agost de 1557 i el 31 de juliol de 1558
. També va ser Tresorer entre 1558 i 1559. La seva biblioteca personal era una de les biblioteques mèdiques més importants de Catalunya al segle xvi, que segons l'inventari realitzat el 1567 constava de 696 títols.
Va morir a finals del segle xvi o principis del segle xvii.